# 22 sierpnia
22 sierpnia jest 234. (w latach przestępnych 235.) dniem w kalendarzu gregoriańskim. Do końca roku pozostaje 131 dni.

## Święta
- Imieniny obchodzą: Agatonik, Albin, Bernard, Bolesław, Cezary, Dalegor, Fabrycjan, Filip, Hipolit, Hipolita, Jan, Joachim, Lambert, Lamberta, Laurencjusz, Magdalena, Maria, Namysław, Oswald, Oswalda, Pankracy, Sieciesław, Symforian, Symforiana, Teona, Teonas, Tymoteusz, Wawrzyniec, Zygfryd i Zygfryda.
- Międzynarodowy Dzień Upamiętniający Ofiary Aktów Przemocy ze względu na Religię lub Wyznanie – ustanowiony rezolucją ONZ z polskiej inicjatywy, obchodzony od 2019 roku[1]
- Międzynarodowe – Światowy Dzień Mleka Roślinnego[2]
- Wspomnienia i święta w Kościele katolickim[3][4] obchodzą:
  - bł. Bernard z Offidy (zakonnik)
  - NMP Królowa
  - św. Symforian z Autun (męczennik)
  - bł. Tomasz Percy (męczennik)

## Wydarzenia w Polsce
- 1157 – Wojna polsko-niemiecka: cesarz Fryderyk I Barbarossa przekroczył Odrę i wkroczył na ziemie polskie na czele silnej armii wspomaganej przez posiłki z Czech i Moraw. Powodem wyprawy była interwencja na rzecz wygnanego księcia senioralnego Władysława II Wygnańca.
- 1531 – Wojna o Pokucie: zwycięstwo wojsk polskich nad mołdawskimi w bitwie pod Obertynem.
- 1587 – Trzy dni po wyborze Zygmunta III Wazy opozycyjna część szlachty wybrała na króla arcyksięcia Maksymiliana III Habsburga.
- 1649 – Powstanie Chmielnickiego: zakończyło się nieudane oblężenie Zbaraża przez wojska kozacko-tatarskie.
- 1792 – Wybuchł wielki pożar Starogardu Gdańskiego.
- 1832 – Odbyła się rekoncyliacja katedry lubelskiej, którą rozbiorowe rządy austriackie zamieniły na skład zboża i magazyn wojskowy.
- 1863 – Powstanie styczniowe: zwycięstwo wojsk rosyjskich w bitwie pod Złoczewem.
- 1911 – W będącym śmiertelną pułapką Żlebie Drège’a w Tatrach zginął pierwszy turysta Jan Drège, od którego nazwiska wziął on swoją nazwę.
- 1914 – I wojna światowa: podczas ofensywy rosyjskiej w Prusach Wschodnich wojska kozackie splądrowały i spaliły Nidzicę.
- 1919 – Wojna polsko-bolszewicka: zwycięstwo wojsk polskich w bitwie pod Ziabkami.
- 1920 – Wojna polsko-bolszewicka: zwycięstwo wojsk polskich w bitwie białostockiej.
- 1941 – Mieczysław Kotlarczyk założył w Krakowie konspiracyjny Teatr Rapsodyczny.
- 1942 – W mieście Rożyszcze na Wołyniu SD z Łucka przy udziale niemieckiej żandarmerii i ukraińskiej policji rozstrzelało około 3 tys. żydowskich mieszkańców miejscowego getta w pobliskiej kopalni piasku. Kilkuset Żydów zdołało zbiec wywołując pożar getta. Około 400 z nich ukraińscy policjanci wyłapali i rozstrzelali na cmentarzu.
- 1944 – 
  - Operacja lwowsko-sandomierska Armii Czerwonej. Bitwa o Dębicę
  - 22. dzień powstania warszawskiego: utrata przez polskie oddziały Arsenału przy Placu Bankowym.
- 1945 – Założono Polskie Stronnictwo Ludowe (1945-49).
- 1947 – Ukazał się pierwsze wydanie dziennika „Głos Szczeciński”.
- 1988 – Strajki w Polsce 1988: rozpoczął się strajk w Stoczni Gdańskiej i Stoczni Północnej; powołano Międzyzakładowy Komitet Strajkowy.
- 1997 – Premiera komedii sensacyjnej Sztos w reżyseria Olafa Lubaszenki.
- 1999 – W Sopocie odbył się jedyny polski koncert Whitney Houston.
- 2003 – Premiera komedii filmowej Ciało w reżyserii Tomasza Koneckiego i Andrzeja Saramonowicza.
- 2015 – W Ziębicach w województwie dolnośląskim padła rekordowa wygrana w Lotto (35 234 116,20 zł).
- 2019 – W czasie gwałtownej burzy w Tatrach Zachodnich od uderzeń piorunów zginęło 5 osób, a 157 odniosło obrażenia.
- 2020 – 9 osób zginęło, a 7 zostało rannych w zderzeniu busa z autokarem w Kleszczowie w województwie śląskim.

## Wydarzenia na świecie

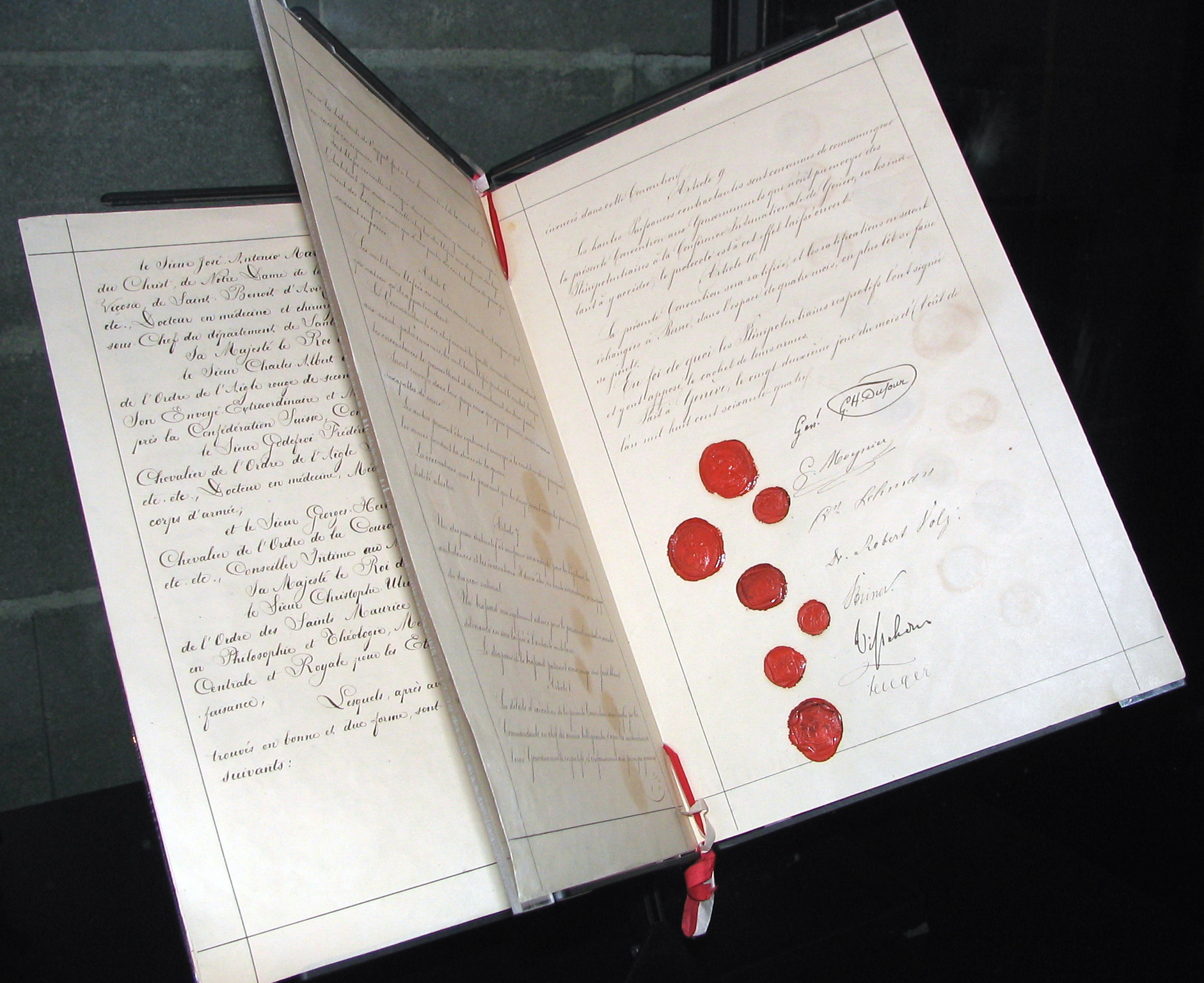
Oryginał pierwszej Konwencji genewskiej (1864) przechowywany w Muzeum Czerwonego Krzyża w Genewie

- 392 – Eugenius został cesarzem zachodniorzymskim.
- 408 – Wódz rzymski Stylichon został zamordowany w Rawennie.
- 565 – Św. Kolumba miał rzekomo uratować za pomocą modlitwy wieśniaka zaatakowanego w wodzie przez potwora z Loch Ness.
- 851 – Książę Bretanii Erispoë pokonał w bitwie pod Jengland króla zachodniofrankijskiego Karola II.
- 1138 – Angielska wojna domowa: zwycięstwo wojsk angielskich nad szkockimi w bitwie pod Northallerton.
- 1350 – Jan II Dobry został królem Francji.
- 1371 – Zwycięstwo wojsk Księstwa Jülich nad siłami Brabancji w bitwie pod Baesweiler.
- 1415 – Rekonkwista: zwycięstwo wojsk portugalskich nad maureatańskimi w bitwie o Ceutę.
- 1461 – W Pekinie stracono przywódców nieudanej próby obalenia cesarza Zhu Qizhena z 7 sierpnia.
- 1485 – Wojna Dwóch Róż: w bitwie pod Bosworth poległ król Anglii Ryszard III York. Nowym królem został Henryk VII Tudor. Wkrótce po wkroczeniu zwycięskich wojsk do Londynu wybuchła z całą siłą epidemia tzw. angielskich potów.
- 1523 – Zginął w zamachu senior Monako Lucjan Grimaldi. Jego następcą został syn Honoriusz I.
- 1638 – Wojna francusko-hiszpańska: miażdżące zwycięstwo Francuzów w bitwie morskiej w porcie Guetaria.
- 1639 – Anglicy założyli w Indiach faktorię handlową Madras.
- 1642 – Wybuchła angielska wojna domowa pomiędzy zwolennikami króla i Parlamentu.
- 1680 – Jan Jerzy III Wettyn został księciem elektorem Saksonii.
- 1696 – V wojna austriacko-turecka: nierozstrzygnięta bitwa morska pod Andros.
- 1707 – III wojna północna: armia szwedzka pod wodzą króla Karola XII w sile 44 tys. żołnierzy opuściła Saksonię i wyruszyła na Rosję.
- 1780 – Z wyprawy dookoła świata powrócił do Anglii okręt „Resolution” kapitana Jamesa Cooka, który zginął półtora roku wcześniej na Hawajach w bitwie z tubylcami.
- 1788 – Brytyjczycy założyli kolonię Sierra Leone, w której osiedlano byłych niewolników.
- 1795:
  - Francuski Konwent Narodowy uchwalił Konstytucję Dyrektorialną.
  - W Paryżu polscy emigranci polityczni założyli organizację niepodległościową Deputacja Polska.
- 1796:
  - I koalicja antyfrancuska: zwycięstwo wojsk austriackich nad francuskimi w bitwie pod Deining.
  - Burska Republika Graaff Reinet została ponownie przyłączona do brytyjskiej Kolonii Przylądkowej.
- 1798 – Rewolucja irlandzka: 2 tys. żołnierzy francuskich wylądowało w zachodniej Irlandii w celu udzielenia pomocy powstańcom.
- 1818:
  - Wielki książę Karol Ludwik nadał Badenii liberalną konstytucję.
  - Zwodowano amerykański statek żaglowo-parowy SS „Savannah”.
- 1848:
  - Przyszły prezydent USA Ulysses Grant ożenił się z Julią Dent.
  - Stany Zjednoczone anektowały Nowy Meksyk.
- 1849 – Miał miejsce pierwszy atak z powietrza w historii. Wojska austriackie za pomocą balonów zbombardowały Wenecję podczas walk mieszkańców o niepodległość.
- 1851 – Amerykański jacht „America” wygrał regaty wokół wyspy Wight – początek regat o Puchar Ameryki, najstarszej rozgrywanej do dziś imprezy sportowej.
- 1852 – Brytyjski astronom John Russell Hind odkrył planetoidę (19) Fortuna.
- 1853 – Przyszły król Belgów Leopold II Koburg ożenił się z Marią Henriettą Habsburg.
- 1857 – Doszło do krachu na nowojorskiej giełdzie.
- 1862 – Powstanie Dakotów w Minnesocie: zwycięstwo wojsk amerykańskich w bitwie o Fort Ridgely.
- 1864 – Podpisano konwencję w sprawie polepszenia losu rannych żołnierzy podczas konfliktów zbrojnych (pierwsza konwencja genewska). Powstał Czerwony Krzyż.
- 1868:
  - Czeski Sejm Krajowy uchwalił deklarację domagającą się utworzenia własnej państwowości w ramach monarchii habsburskiej na wzór węgierski.
  - Niemiecki astronom Christian Peters odkrył planetoidę (102) Miriam.
- 1880 – Książę Aleksander I Battenberg położył kamień węgielny pod budowę soboru Zaśnięcia Matki Bożej w Warnie.
- 1882 – Austriacki astronom Johann Palisa odkrył planetoidę (229) Adelinda.
- 1892 – Niemiecki astronom Max Wolf odkrył planetoidę (333) Badenia.
- 1895 – Francuski astronom Auguste Charlois odkrył planetoidę (406) Erna.
- 1902:
  - Theodore Roosevelt jako pierwszy prezydent USA odbył jazdę samochodem.
  - W trzęsieniu ziemi o magnitudzie 7,7 na granicy Chin z Kirgistanem zginęło od 5650 do 10 000 osób.
  - Założono Cadillac Automobile Company.
- 1910:
  - Powstało Generalne Gubernatorstwo Korei pod okupacją japońską.
  - Założono norweski klub piłkarski Mjøndalen IF.
  - Zwodowano amerykański niszczyciel USS „Drayton”.
- 1913:
  - Brodowski w brazylijskim stanie São Paulo uzyskało prawa miejskie.
  - Premiera niemieckiego horroru Student z Pragi w reżyserii Stellana Rye i Paula Wegenera.
- 1914 – I wojna światowa: zwycięstwo wojsk niemieckich nad brytyjsko-francuskimi w bitwie pod Chrą w trakcie kampanii togijskiej.
- 1916 – I wojna światowa: brytyjski okręt podwodny HMS E16 zatonął po wejściu na minę morską w Zatoce Helgolandzkiej, w wyniku czego zginęła cała, 31-osobowa załoga.
- 1921 – Estonia, Litwa i Łotwa zostały przyjęte do Ligi Narodów.
- 1922 – Szef tymczasowego rządu irlandzkiego Michael Collins zginął w zamachu przeprowadzonym przez przeciwny negocjacjom pokojowym z Brytyjczykami odłam IRA.
- 1926 – Grecki dyktator gen. Teodoros Pangalos został obalony w zamachu stanu kierowanym przez gen. Jeorjosa Kondilisa.
- 1927 – Charlie Chaplin rozwiódł się ze swoją drugą żoną, amerykańską aktorką Litą Grey.
- 1932 – BBC rozpoczęła eksperymentalną emisję programu telewizyjnego.
- 1933 – Formacja skalna Cedar Breaks w stanie Utah została objęta ochroną jako narodowy pomnik Stanów Zjednoczonych.
- 1936 – Hiszpańska wojna domowa: zakończyła się nieudana ofensywa wojsk republikańskich na Kordobę (19-22 sierpnia).
- 1938 – Zwodowano niemiecki krążownik ciężki „Prinz Eugen”.
- 1939:
  - Amerykańska grupa The Pine Ridge Boys nagrała po raz pierwszy piosenkę You Are My Sunshine.
  - W Obersalzbergu Adolf Hitler wygłosił przemówienie do dowódców Wehrmachtu dotyczące planowanej inwazji na Polskę, w którym miał się pojawić tzw. „cytat armeński”.
- 1940 – powstał 304 Dywizjon Bombowy „Ziemi Śląskiej im. ks. Józefa Poniatowskiego”.
- 1941 – Atak Niemiec na ZSRR:
  - W Białej Cerkwi na Ukrainie miejscowi milicjanci dowodzeni przez funkcjonariuszy Einsatzgruppen dokonali masakry ok. 90 żydowskich dzieci. Mord poprzedziła nieudana próba jego powstrzymania podjęta przez ppłka Helmutha Groscurtha, oficera Wehrmachtu, a zarazem członka konspiracji antyhitlerowskiej.
  - Wojska niemieckie zajęły Czerkasy na Ukrainie.
- 1942:
  - Brazylia wypowiedziała wojnę Niemcom, Japonii i Włochom.
  - Zwodowano amerykański lotniskowiec USS „Independence”.
- 1943 – Na duńską wyspę Bornholm spadła testowa niemiecka bomba latająca V1, której zdjęcia lub rysunki zostały przekazane Brytyjczykom. Była to pierwsza informacja wywiadowcza o wyglądzie tego pocisku.
- 1944 – Bitwa o Atlantyk:
  - Brytyjskie lotnictwo rozpoczęło operację „Goodwood” – serię zakończonych niepowodzeniem ataków na niemiecki pancernik „Tirpitz”, zakotwiczony w norweskim Kāfjordzie (22-29 sierpnia).
  - Niemiecki okręt podwodny U-344 został zatopiony na Morzu Norweskim bombami głębinowymi zrzuconymi przez samolot Fairey Swordfish z brytyjskiego lotniskowca eskortowego HMS „Vindex”, w wyniku czego zginęła cała, 50-osobowa załoga.
- 1946 – Założono Narodowy Uniwersytet Seulski.
- 1949 – Para amerykańskich seryjnych morderców, Raymond Fernandez i Martha Beck, została skazana na karę śmierci na krześle elektrycznym.
- 1950 – Szwajcarska wyprawa zdobyła po raz pierwszy siedmiotysięcznik Abi Gamin w Himalajach.
- 1953 – Amerykanin Fortune Gordien ustanowił w Pasadenie rekord świata w rzucie dyskiem (59,29 m).
- 1955 – Otwarto Port lotniczy San Sebastián w Hiszpanii.
- 1961 – 59-letnia Ida Siekmann została pierwszą śmiertelną ofiarą próby przekroczenia muru berlińskiego.
- 1962 – Na przedmieściach Paryża doszło do nieudanego zamachu OAS na jadącego limuzyną prezydenta Charles’a de Gaulle’a.
- 1963 – Joseph A. Walker na samolocie doświadczalnym North American X-15 poprawił własny rekord wysokości lotu (107,9 km).
- 1968 – Papież Paweł VI rozpoczął podróż apostolską do Kolumbii i na Bermudy.
- 1970 – Nieudana próba wystrzelania radzieckiej sondy wenusjańskiej Kosmos 359.
- 1972 – Z powodu prowadzenia rasistowskiej polityki Rodezja (obecnie Zimbabwe) została wykluczona przez MKOl z udziału w XX Igrzyskach Olimpijskich w Monachium.
- 1973 – Zamach stanu w Chile: koalicja Chrześcijańskich Demokratów i Partii Narodowej w parlamencie wydała skierowaną do sił zbrojnych Deklarację upadku demokracji w Chile, apelując o interwencję mającą na celu „jak najszybsze zakończenie licznych naruszeń konstytucji” i zmuszenie rządu socjalisty Salvadora Allende do przestrzegania prawa.
- 1978 – Po śmierci pierwszego prezydenta Kenii Jomo Kenyatty nowym prezydentem został dotychczasowy wiceprezydent Daniel Moi.
- 1981 – W katastrofie należącego do linii Far Eastern Air Transport Boeinga 737 na Tajwanie zginęło wszystkich 110 osób na pokładzie.
- 1983 – Luc Ayang został premierem Kamerunu.
- 1984 – Wojsko brutalnie spacyfikowało protestujących studentów na Uniwersytecie Liberii w stolicy kraju Monrovii.
- 1985 – W pożarze Boeinga 737 na lotnisku w Manchesterze zginęło 55 osób, a 15 zostało rannych.
- 1989 – Rada Najwyższa Litewskiej SRR ogłosiła za nielegalną aneksję republiki przez ZSRR.
- 1990 – Rozpoczęła nadawanie pierwsza w ZSRR prywatna stacja radiowa Echo Moskwy.
- 1993 – Były premier Algierii i rzecznik dialogu z rebeliantami islamskimi Kasdi Merbah został zamordowany wraz z rodziną.
- 1994 – Wim Kok został premierem Holandii.
- 1995 – Negasso Gidada został prezydentem Etiopii.
- 1996 – Wileński Uniwersytet Techniczny otrzymał imię wielkiego księcia Giedymina.
- 1998 – W angielskim Reading otwarto Stadion Madejskiego.
- 1999 – Na lotnisku w Hongkongu rozbił się podczas wichury chiński samolot MD-11, w wyniku czego zginęły 3 osoby, a 208 zostało rannych.
- 2000 – W amerykańskim stanie Wirginia Zachodnia uruchomiono największy na świecie w pełni sterowalny Radioteleskop Green Bank, będący jednocześnie największą na świecie lądowa konstrukcją ruchomą.
- 2003 – W wyniku eksplozji rakiety na brazylijskim kosmodromie Alcântara zginęło 21 osób.
- 2004 – Z Munch-museet w Oslo skradziono obrazy Edvarda Muncha Krzyk i Madonna.
- 2006 – W katastrofie należącego do rosyjskich Pulkovo Airlines samolotu Tu-154 pod ukraińskim Donieckiem zginęło 170 osób.
- 2007 – 14 amerykańskich żołnierzy zginęło w katastrofie śmigłowca UH-60 Black Hawk w północnym Iraku.
- 2008 – wojna rosyjsko-gruzińska: zakończyła się rosyjska okupacja Gori.
- 2009:
  - We włoskiej grze liczbowej SuperEnalotto padła rekordowa wygrana (147,807,299.08 euro).
  - W finale konkursu rzutu młotem na berlińskich Mistrzostwach Świata w Lekkoatletyce zwyciężyła Anita Włodarczyk, ustanawiając rekord świata (77,96 m).
- 2010:
  - Katastrofa górnicza w Copiapó: po 7 nieudanych próbach ratownicy wydrążyli tunel komunikacyjny, którym dostarczono zasypanym 5 sierpnia 33 chilijskim górnikom tlen, wodę i pożywienie.
  - Kenijczyk David Rudisha podczas mityngu Internationales Stadionfest w Berlinie uzyskując czas 1:41,09 poprawił 13-letni rekord świata w biegu na 800 metrów.
- 2014 – Konflikt na wschodniej Ukrainie: rosyjski „biały konwój“ dotarł do Ługańska.
- 2015 – Zabytkowy myśliwiec odrzutowy Hawker Hunter spadł podczas pokazów lotniczych w hrabstwie West Sussex w południowo-wschodniej Anglii na drogę szybkiego ruchu, zderzając się z kilkoma samochodami, w wyniku czego zginęło 11 osób, a 16 (w tym pilot) zostało rannych.
- 2018 – Z Gujańskiego Centrum Kosmicznego został wystrzelony satelita naukowy Europejskiej Agencji Kosmicznej ADM-Aeolus, wyposażony w nowatorski instrument do badania wiatrów Ziemi.
- 2020 – W katastrofie samolotu transportowego An-26B linii South West Aviation w Dżubie w Sudanie Południowym zginęło 8 osób, a jedna została ranna.
- 2023 – Gen. Hun Manet został premierem Kambodży.

## Urodzili się
- 1412 – Fryderyk II Łagodny, książę elektor Saksonii (zm. 1464)
- 1485 – Beatus Rhenanus, niemiecki humanista, filolog (zm. 1547)
- 1537 – Filippo Sega, włoski duchowny katolicki, biskup Ripatransone, kardynał, nuncjusz apostolski (zm. 1596)
- 1570 – Franz von Dietrichstein, czeski duchowny katolicki, biskup ołomuniecki, kardynał (zm. 1636)
- 1598 – Luca Danesi, włoski architekt (zm. 1672)
- 1601 – Georges de Scudéry, francuski pisarz (zm. 1667)
- 1606 – Orazio De Ferrari, włoski malarz (zm. 1657)
- 1613 – Franz Paul de Lisola, austriacki dyplomata, publicysta (zm. 1674)
- 1615 – (data chrztu) Christopher Gibbons, angielski kompozytor, organista (zm. 1676)
- 1624 – Jean Regnault de Segrais, francuski prozaik, poeta (zm. 1701)
- 1638 – Georg Christoph Eimmart, niemiecki matematyk, astronom, miedziorytnik (zm. 1705)
- 1647 – Denis Papin, francuski lekarz, fizyk, matematyk, wynalazca (zm. 1712)
- 1648 – Gerard Hoet, holenderski malarz, rytownik (zm. 1733)
- 1658 – Jan Ernest IV, współksiążę Saksonii-Gothy-Altenburga, książę Saksonii-Saalfeld i Saksonii-Coburga (zm. 1729)
- 1683 – Erdmann II Promnitz, królewsko-polski i elektorsko-saski tajny radca (zm. 1745)
- 1688 – Heinrich Bernhard Rupp, niemiecki botanik (zm. 1719)
- 1729 – Ludovico Savioli, włoski poeta, historyk (zm. 1804)
- 1741 – Charles Clerke, brytyjski kapitan, żeglarz, odkrywca (zm. 1779)
- 1746 – Anna Katharina Schönkopf, Niemka, młodzieńcza miłość Johanna Wolfganga Goethego (zm. 1810)
- 1750 – Domenico Tempio, włoski poeta (zm. 1821)
- 1752 – Aleksander Tormasow, rosyjski hrabia, generał kawalerii, polityk (zm. 1819)
- 1753 – Gaetano Filangeri, włoski prawnik, filozof (zm. 1788)
- 1760 – Leon XII, papież (zm. 1829)
- 1764:
  - Josef Abel, austriacki malarz, sztycharz (zm. 1818)
  - Jan Filip Marchand, francuski duchowny katolicki, męczennik, błogosławiony (zm. 1792)
  - Charles Percier, francuski architekt (zm. 1838)
- 1765 – Carl Ludwig Willdenow, niemiecki botanik, mykolog, farmaceuta (zm. 1812)
- 1767 – Jean Joseph Amable Humbert, francuski generał (zm. 1823)
- 1771 – Henry Maudslay, brytyjski inżynier, wynalazca, przemysłowiec (zm. 1831)
- 1772 – Joseph Barbanègre, francuski generał (zm. 1830)
- 1797 – Augustin-Magloire Blanchet, amerykański duchowny katolicki pochodzenia kanadyjskiego, biskup Nesqually (zm. 1887)
- 1800 – Edward Barron Chandler, kanadyjski polityk (zm. 1880)
- 1803 – Jan Kanty Rzesiński, polski prawnik, filozof, polityk, literat (zm. 1855)
- 1813 – Józef Wójcicki, polski duchowny unicki, a następnie prawosławny (zm. 1889)
- 1816 – Frederick A. Conkling, amerykański polityk (zm. 1891)
- 1818:
  - Rudolf von Jhering, niemiecki prawnik (zm. 1892)
  - Carlo Pisacane, włoski historyk, polityk (zm. 1857)
- 1822 – Ludomir Cieński, polski ziemianin, polityk (zm. 1917)
- 1823 – Ludwik Martin, francuski zegarmistrz, święty (zm. 1894)
- 1827 – Theodor Milczewski, niemiecki architekt (zm. 1901)
- 1833 – William Raphael, kanadyjski malarz pochodzenia żydowskiego (zm. 1914)
- 1834 – Samuel Pierpont Langley, amerykański fizyk, astronom (zm. 1906)
- 1839 – Julius Wilbrand, niemiecki chemik (zm. 1906)
- 1844 – George Washington De Long, amerykański badacz Arktyki (zm. 1881)
- 1845 – Julius de Blaas, austriacki malarz (zm. 1923)
- 1846:
  - Louis Liard, francuski filozof (zm. 1917)
  - Amalie Skram, norweska pisarka (zm. 1905)
- 1847 – John Forrest, australijski odkrywca, polityk (zm. 1918)
- 1848 – Pavle Jurišić Šturm, serbski generał (zm. 1922)
- 1851 – Arthur Lloyd Thomas, amerykański przedsiębiorca, urzędnik, polityk (zm. 1924)
- 1854 – Milan I Obrenowić, król Serbii (zm. 1901)
- 1855 – Aleksandr Czechow, rosyjski pisarz, publicysta, pamiętnikarz (zm. 1913)
- 1858:
  - Stanisław Filibert Fleury, polski malarz, fotograf pochodzenia francuskiego (zm. 1915)
  - Konstanty Romanow, wielki książę rosyjski, erudyta, muzyk, poeta, aktor (zm. 1915)
  - Agostino Zampini, włoski duchowny katolicki, augustianin, biskup, zakrystian papieski, wikariusz generalny Ojca Świętego (zm. 1937)
- 1860:
  - Gustaf Fröding, szwedzki poeta (zm. 1911)
  - Paul Nipkow, niemiecki fizyk, inżynier, wynalazca (zm. 1940)
  - Eleonora Reuss-Köstritz, królowa Bułgarii (zm. 1917)
- 1862 – Claude Debussy, francuski kompozytor (zm. 1918)
- 1863 – Józef Ab, polski pedagog, działacz oświatowy pochodzenia żydowskiego (zm. 1941)
- 1867 – Herbert Emery Hitchcock, amerykański polityk, senator (zm. 1958)
- 1868 – Stanisław Tołłoczko, polski chemik, wykładowca akademicki (zm. 1935)
- 1869 – Pauls Dauge, łotewsko-rosyjski stomatolog, literat, polityk (zm. 1946)
- 1871 – Iwan Łukow, bułgarski generał porucznik (zm. 1926)
- 1872 – Filippo Cremonesi, włoski bankier, polityk (zm. 1942)
- 1873 – Aleksandr Bogdanow, rosyjski filozof, socjolog, ekonomista, lekarz, polityk (zm. 1928)
- 1874 – Max Scheler, niemiecki filozof, socjolog (zm. 1928)
- 1875 – Maria Dowmuntowa, polska aktorka (zm. 1951)
- 1877:
  - Stefan Ossowiecki, polski inżynier zajmujący się zjawiskami paranormalnymi, jasnowidz (zm. 1944)
  - George Lovic Pierce Radcliffe, amerykański polityk, senator (zm. 1974)
- 1878:
  - Edward Johnson, kanadyjski śpiewak operowy (tenor) (zm. 1959)
  - Ladislav Klíma, czeski pisarz, filozof (zm. 1928)
- 1880:
  - Lajos Bíró, węgierski scenarzysta filmowy (zm. 1948)
  - Julián Palacios, hiszpański działacz piłkarski (zm. 1947)
  - Jan Popowski, polski salezjanin, misjonarz (zm. 1934)
  - Hava Rexha, albańska superstulatka (zm. 2003)
- 1881:
  - Johan Hübner von Holst, szwedzki wojskowy, strzelec sportowy (zm. 1945)
  - Agnes Pelton, amerykańska malarka abstrakcyjna (zm. 1961)
- 1882 – Raymonde de Laroche, francuska pilotka (zm. 1919)
- 1884 – Wiesław Lisowski, polski architekt (zm. 1954)
- 1885:
  - Adam Bardziński, polski rolnik, spółdzielca, samorządowiec, polityk, poseł na Sejm RP (zm. 1960)
  - Franciszek Harazim, polski duchowny katolicki, salezjanin, męczennik, Sługa Boży (zm. 1941)
  - Ferdinand Neuling, niemiecki generał (zm. 1960)
  - István Somodi, węgierski lekkoatleta, skoczek wzwyż (zm. 1963)
- 1887 – Lutz Schwerin von Krosigk, niemiecki polityk, działacz nazistowski, minister finansów, kanclerz Niemiec (zm. 1977)
- 1888 – Walther von Seydlitz-Kurzbach, niemiecki generał (zm. 1976)
- 1889:
  - Stanisław Małkowski, polski geolog (zm. 1962)
  - Władysław Tempka, polski polityk, poseł na Sejm RP (zm. 1942)
- 1890:
  - Floyd Henry Allport, amerykański psycholog (zm. 1979)
  - Hans Joachim Buddecke, niemiecki pilot wojskowy, as myśliwski (zm. 1918)
  - Henryk Hilarowicz, polski chirurg, wykładowca akademicki (zm. 1941)
- 1891:
  - Jacques Lipchitz, litewsko-francuski rzeźbiarz pochodzenia żydowskiego (zm. 1973)
  - Irena Stefani, włoska zakonnica, pielęgniarka, misjonarka, błogosławiona (zm. 1930)
- 1892:
  - Adam Sawczyński, polski pułkownik artylerii, historyk wojskowości (zm. 1975)
  - Stefan Zbrożyna, polski działacz niepodległościowy, polityk, prezydent Płocka (zm. 1971)
- 1893:
  - Cecil Kellaway, brytyjski aktor pochodzenia południowoafrykańskiego (zm. 1973)
  - Dorothy Parker, amerykańska pisarka, poetka (zm. 1967)
- 1897 – Elisabeth Bergner, austriacka aktorka (zm. 1986)
- 1898:
  - Jaroslav Černý, czeski egiptolog, wykładowca akademicki (zm. 1970)
  - Henryk Łowmiański, polski historyk, mediewista, wykładowca akademicki (zm. 1984)
  - Irena Tuwim, polska pisarka, poetka, tłumaczka pochodzenia żydowskiego (zm. 1987)
- 1899 – Iwan Rogow, radziecki generał pułkownik (zm. 1949)
- 1900:
  - Charles A. Halleck, amerykański polityk (zm. 1986)
  - Giovanni Tubino, włoski gimnastyk (zm. 1989)
- 1902:
  - José Miró Cardona, kubański polityk, premier Kuby, dyplomata (zm. 1974)
  - Theodor Detmers, niemiecki komandor (zm. 1976)
  - Leni Riefenstahl, niemiecka aktorka, reżyserka, scenarzystka i producentka filmowa (zm. 2003)
- 1903:
  - Ksenia Romanowa, rosyjska księżniczka (zm. 1965)
  - Jakim Żylanin, radziecki polityk (zm. 1979)
- 1904:
  - Rafael Filiberto Bonnelly, dominikański prawnik, polityk, dyplomata, przewodniczący Rady Państwa (zm. 1979)
  - Deng Xiaoping, chiński generał, polityk, działacz komunistyczny (zm. 1997)
- 1907:
  - Zofia Batycka, polska aktorka (zm. 1989)
  - Peder Wahl, norweski narciarz klasyczny (zm. 1991)
- 1908:
  - Henri Cartier-Bresson, francuski fotoreporter (zm. 2004)
  - Synnøve Lie, norweska łyżwiarka szybka (zm. 1980)
- 1909:
  - Julius J. Epstein, amerykański scenarzysta filmowy (zm. 2000)
  - Władimir Jermołajew, rosyjski konstruktor lotniczy (zm. 1944)
  - Eugeniusz Kaszyński, polski major, dowódca Zgrupowań Świętokrzyskich AK (zm. 1976)
- 1910:
  - Lucille Ricksen, amerykańska aktorka pochodzenia duńskiego (zm. 1925)
  - Lesley Woods, amerykańska aktorka (zm. 2003)
- 1911 – Jan Furmaniak, polski górnik, polityk, poseł na Sejm PRL (zm. 1981)
- 1912:
  - Kazimierz Czarnocki, polski dziennikarz, działacz sportowy, żołnierz Konfederacji Narodu i AK, członek WiN (zm. 1981)
  - Stefan Gendera, polski koszykarz (zm. 2001)
  - Eugeniusz Lotar, polski aktor (zm. 1980)
  - Jorma Sarvanto, fiński pilot wojskowy, as myśliwski (zm. 1963)
- 1913:
  - Gabriel Górtowski, polski polityk, poseł na Sejm PRL (zm. 1993)
  - Winand Osiński, polski lekkoatleta, maratończyk (zm. 2006)
  - Bruno Pontecorvo, włoski fizyk atomowy pochodzenia żydowskiego (zm. 1993)
  - Robert Schollum, austriacki kompozytor, dyrygent, krytyk muzyczny, pedagog (zm. 1987)
- 1914:
  - Antoni Adamowicz, polski prawnik, urzędnik samorządowy i państwowy pochodzenia żydowskiego (zm. 1998)
  - Werner Grundahl, duński kolarz szosowy i torowy (zm. 1952)
  - Gurgen Hajrapetian, radziecki podpułkownik (zm. 1998)
  - Nguyễn Phúc Bửu Lộc, wietnamski dyplomata, polityk, premier Wietnamu Południowego (zm. 1990)
  - Bronisław Zieliński, polski tłumacz (zm. 1985)
- 1915:
  - Edward Szczepanik, polski ekonomista, polityk, premier RP na uchodźstwie (zm. 2005)
  - Jef van de Vijver, holenderski kolarz szosowy i torowy (zm. 2005)
- 1916 – Bronisław Ryniak, polski podpułkownik (zm. 1998)
- 1917:
  - John Lee Hooker, amerykański muzyk bluesowy (zm. 2001)
  - Anna Posner, francuska tłumaczka pochodzenia polskiego (zm. 2001)
- 1918:
  - Said Mohamed Djohar, komoryjski polityk, prezydent Komorów (zm. 2006)
  - Mieczysław Vogt, polski operator filmowy (zm. 1980)
- 1919 – Kristian Bjørn, norweski biegacz narciarski (zm. 1993)
- 1920:
  - Olle Åhlund, szwedzki piłkarz (zm. 1996)
  - Ray Bradbury, amerykański pisarz science fiction (zm. 2012)
  - Denton Cooley, amerykański kardiochirurg (zm. 2016)
  - Ludwik Kasendra, polski aktor (zm. 1991)
  - Eduardo Lima, brazylijski piłkarz (zm. 1973)
- 1921 – Gabriel Ogando, argentyński piłkarz, bramkarz (zm. 2006)
- 1922:
  - Iwri Gitlis, izraelski skrzypek (zm. 2020)
  - Andrzej Grzegorczyk, polski matematyk, logik, filozof (zm. 2014)
  - Miloš Kopecký, czeski aktor (zm. 1996)
  - Micheline Presle, francuska aktorka (zm. 2024)
  - Jan Sadowski, polski żołnierz AK, uczestnik podziemia antykomunistyczego (zm. 1951)
- 1923 – Tadeusz Faryna, polski chirurg-traumatolog dziecięcy (zm. 1973)
- 1924:
  - Juan Carlos González, urugwajski piłkarz (zm. 2010)
  - Andrzej Markowski, polski kompozytor, dyrygent (zm. 1986)
  - Carlos Milcíades Villalba Aquino, paragwajski duchowny katolicki, biskup San Juan Bautista de las Misiones (zm. 2016)
- 1925:
  - Honor Blackman, brytyjska aktorka (zm. 2020)
  - Donata Godlewska, polska historyk, archiwistka (zm. 2017)
  - Florian Śmieja, polski poeta, tłumacz (zm. 2019)
- 1926 – Max Georg von Twickel, niemiecki duchowny katolicki, biskup Münster (zm. 2013)
- 1927:
  - Miron Gaj, polski fizyk, optyk, wykładowca akademicki (zm. 2015)
  - Albert Meier, szwajcarski kolarz przełajowy (zm. 2017)
  - Aleksandr Tieniagin, rosyjski piłkarz, trener (zm. 2008)
  - Emil Wojtaszek, polski dyplomata, polityk, minister administracji, gospodarki terenowej i ochrony środowiska oraz spraw zagranicznych, poseł na Sejm PRL (zm. 2017)
- 1928:
  - Franz Feldinger, austriacki piłkarz (zm. 2009)
  - Karlheinz Stockhausen, niemiecki kompozytor, pedagog (zm. 2007)
- 1929:
  - Zenon Borkowski, polski pisarz
  - Pauli Toivonen, fiński kierowca wyścigowy i rajdowy (zm. 2005)
  - Przemysław Trojan, polski biolog, wykładowca akademicki (zm. 2015)
- 1930:
  - Gilmar, brazylijski piłkarz, bramkarz (zm. 2013)
  - Alfred Spyra, polski żużlowiec (zm. 1999)
  - Boris Stiepanow, rosyjski bokser (zm. 2007)
- 1931:
  - Maurice Gee, nowozelandzki pisarz (zm. 2025)
  - Ruy Guerra, brazylijski reżyser, scenarzysta, montażysta, aktor i producent filmowy pochodzenia portugalskiego
  - Adolf Momot, polski poeta, prozaik (zm. 2005)
- 1932:
  - Gerald Carr, amerykański pilot wojskowy, inżynier, astronauta (zm. 2020)
  - Jutta Neumann, niemiecka lekkoatleta, oszczepniczka
  - Gabriele Tinti, włoski aktor (zm. 1991)
- 1933:
  - Harold Gomes, amerykański bokser
  - Sylva Koscina, włoska aktorka, modelka pochodzenia chorwackiego (zm. 1994)
  - Irmtraud Morgner, niemiecka pisarka (zm. 1990)
  - Jerzy Szperkowicz, polski pisarz, dziennikarz, reporter, publicysta (zm. 2022)
  - Theodore Zeldin, brytyjski historyk, filozof, socjolog, pisarz pochodzenia żydowskiego
- 1934:
  - Norman Schwarzkopf, amerykański generał (zm. 2012)
  - Danuta Stachow, polska gimnastyczka sportowa (zm. 2019)
- 1935:
  - Jerzy Wojciech Borejsza, polski historyk, publicysta (zm. 2019)
  - Longin Pastusiak, polski historyk, politolog, polityk, poseł na Sejm, marszałek Senatu RP (zm. 2025)
  - E. Annie Proulx, amerykańska pisarka, dziennikarka
- 1936:
  - Petyr Mładenow, bułgarski polityk komunistyczny, pierwszy prezydent Bułgarii (zm. 2000)
  - Nikołaj Szamow, rosyjski skoczek narciarski
  - Elżbieta Szyroka, polska lekkoatletka, sprinterka
- 1937:
  - Rifat al-Asad, syryjski generał major, polityk
  - Giennadij Matwiejew, rosyjski piłkarz, trener (zm. 2014)
  - Francesco Musso, włoski bokser
  - Jan Osuchowski, polski polityk, samorządowiec, prezydent Raciborza (zm. 2015)
- 1938:
  - Rudolf Siegert, polski piłkarz (zm. 2016)
  - Mykoła Smaha, ukraiński lekkoatleta, chodziarz (zm. 1981)
  - Kaoru Yosano, japoński polityk (zm. 2017)
- 1939:
  - Valerie Harper, amerykańska aktorka (zm. 2019)
  - Rima Melati, indonezyjska aktorka, piosenkarka (zm. 2022)
  - Maria Pabiś-Korzeniowska, polska aktorka (zm. 2002)
  - Robert Wall, amerykański aktor (zm. 2022)
  - Carl Yastrzemski, amerykański baseballista pochodzenia polskiego
- 1940:
  - Cláudio César de Aguiar Mauriz, brazylijski piłkarz, bramkarz (zm. 1979)
  - Yambo Ouologuem, malijski piłkarz (zm. 2017)
- 1941:
  - Kelvin Hopkins, brytyjski polityk
  - Barry Jackson, brytyjski lekkoatleta, sprinter
  - Andrzej Jerzy Zakrzewski, polski historyk, dziennikarz, polityk, minister kultury i dziedzictwa narodowego (zm. 2000)
- 1942:
  - Finn Fuglestad, norweski historyk
  - Harald Norpoth, niemiecki lekkoatleta, średnio- i długodystansowiec
- 1943:
  - Rudolf Krautschneider, czeski żeglarz, podróżnik, budowniczy jachtów, pisarz, ilustrator, filmowiec, działacz społeczny na rzecz dzieci
  - Janusz Olejnik, polski koszykarz
  - Tadeusz Polański, polski polityk, poseł na Sejm RP
  - Jan Poprawa, polski historyk, publicysta i krytyk muzyczny
  - Masatoshi Shima, japoński chemik
- 1944:
  - Bronisław Dankowski, polski działacz związkowy, polityk, poseł na Sejm RP (zm. 2020)
  - Aboubacar Somparé, gwinejski polityk, prezydent Gwinei (zm. 2017)
- 1945:
  - David Chase, amerykański reżyser, scenarzysta i producent filmowy
  - Ron Dante, amerykański wokalista, członek zespołu The Archies
  - Jim Martin, amerykański polityk
  - Szczepan Siudak, polski rzeźbiarz (zm. 2021)
- 1946:
  - Gerard Bongers, holenderski kolarz szosowy i torowy
  - Edward Krzemień, polski dziennikarz
  - Stanisław Syrewicz, polski kompozytor, twórca muzyki filmowej
  - Marcus Wesson, amerykański masowy morderca
- 1947:
  - Yves Bot, francuski prawnik, prokurator, rzecznik generalny Trybunału Sprawiedliwości Wspólnot Europejskich (zm. 2019)
  - Robert Cramer, amerykański polityk
  - Donna Godchaux, amerykańska wokalistka, członkini zespołu Grateful Dead
  - Jerzy Jarzębski, polski krytyk i historyk literatury (zm. 2024)
  - Manfred Klein, niemiecki wioślarz (sternik)
  - James Rumbaugh, amerykański informatyk
  - Cindy Williams, amerykańska aktorka (zm. 2023)
- 1948:
  - Peter James, brytyjski pisarz
  - Zbigniew Krzywicki, polski dziennikarz, samorządowiec, polityk
- 1949:
  - Ilunga Mwepu, zairski piłkarz (zm. 2015)
  - Andrzej Precigs, polski aktor (zm. 2023)
  - Kazimierz Wóycicki, polski dziennikarz, publicysta
- 1950:
  - Jicchak Aharonowicz, izraelski polityk
  - Andrzej Swat, polski reżyser filmowy
  - Dexter Wansel, amerykański klawiszowiec
  - Stanisław Wenglorz, polski wokalista, członek zespołów: Skaldowie i Budka Suflera
- 1951:
  - Luís Capoulas Santos, portugalski polityk
  - Jolanta Maria Kaleta, polska historyk, politolog, pisarka
  - Wacław Kostrzewa, polski poeta
  - Tadeusz Nadzieja, polski matematyk, wykładowca akademicki (zm. 2021)
  - Ewa Wójciak, polska aktorka, reżyserka teatralna
- 1952:
  - Debbie Davies, amerykańska wokalistka i giatrzystka bluesowa
  - Ewa Lewicka-Łęgowska, polska polityk, poseł na Sejm RP (zm. 2008)
  - Wałerij Podłużny, ukraiński lekkoatleta, skoczek w dal (zm. 2021)
- 1953:
  - Andrzej Anklewicz, polski pracownik administracji, polityk, komendant główny Straży Granicznej, funkcjonariusz MO i kontrwywiadu (zm. 2025)
  - Jean-Louis Bernié, francuski polityk, eurodeputowany
  - Konstanty Gebert, polski dziennikarz, publicysta, tłumacz
  - Walter Lübcke, niemiecki polityk (zm. 2019)
- 1954:
  - Mładen Czerwenjakow, bułgarski prawnik, polityk, eurodeputowany
  - Franciszek Rekucki, polski hokeista (zm. 1995)
  - Jan Tomkowski, polski historyk literatury, prozaik, eseista (zm. 2024)
- 1955:
  - Ann Kiyomura, amerykańska tenisistka pochodzenia japońskiego
  - Maria Magdalena Konarska, polska biochemik, wykładowczyni akademicka
  - Gordon Liu, chiński aktor, instruktor wschodnich sztuk walki
  - Luís Carlos Martins, brazylijski trener piłkarski
  - Maciej Romanowski, polski samorządowiec, starosta elbląski
  - Lára Sveinsdóttir, irlandzka lekkoatletka, wieloboistka
- 1956:
  - Alfonso de Iruarrízaga, chilijski strzelec sportowy
  - Paul Molitor, amerykański baseballista
- 1957:
  - Hiltrud Breyer, niemiecka polityk
  - Genowefa Błaszak, polska lekkoatletka, sprinterka
  - Andrzej Boreyko, polsko-rosyjski dyrygent
  - Steve Davis, angielski snookerzysta
- 1958:
  - Colm Feore, amerykański aktor
  - Donatas Jankauskas, litewski inżynier, samorządowiec, polityk
  - Vernon Reid, brytyjski gitarzysta, członek zespołu Living Colour
- 1959:
  - Denise Curry, amerykańska koszykarka, trenerka
  - Jacek Dąbała, polski specjalista w zakresie mediów, komunikowania i literatury
  - Janusz Kubot, polski piłkarz, trener
  - Jerzy Wichłacz, polski piłkarz (zm. 2017)
  - Bogumił Zych, polski harcmistrz, instruktor harcerski, polityk, poseł na Sejm RP
- 1960:
  - Holger Gehrke, niemiecki piłkarz, bramkarz, trener
  - Siergiej Mieniajło, rosyjski wiceadmirał rezerwy, polityk, mer Sewastopola
- 1961:
  - Aleksandr Dwornikow, rosyjski generał pułkownik
  - Thomas Hoeren, niemiecki prawnik, wykładowca akademicki
  - Serhij Kuczerenko, ukraiński piłkarz, trener
  - Roland Orzabal, brytyjski wokalista, członek duetu Tears for Fears
  - Debbi Peterson, amerykańska wokalistka, perkusistka, członkini zespołu The Bangles
  - Cezary Żak, polski aktor, reżyser teatralny
- 1962:
  - Wiktor Bryzhin, ukraiński lekkoatleta, sprinter
  - Julian King, brytyjski dyplomata
  - Ilkka Laitinen, fiński generał porucznik, pierwszy dyrektor wykonawczy Frontexu (zm. 2019)
  - Alina Lassota, polska poetka, działaczka kulturalna
  - Sławomir Stasiak, polski komandor
  - Stefano Tilli, włoski lekkoatleta, sprinter
  - Krzysztof Wróblewski, polski malarz
- 1963:
  - Tori Amos, amerykańska piosenkarka, pianistka
  - Ernesto Caccavale, włoski dziennikarz, polityk
  - Cayetano Cornet, hiszpański lekkoatleta, sprinter
  - Jacek Jędrzejak, polski basista, wokalista, kompozytor, autor tekstów, członek zespołów: Rokosz, Big Cyc i Czarno-Czarni
  - João da Silva, brazylijski lekkoatleta, sprinter
- 1964:
  - Trey Gowdy, amerykański polityk, kongresman
  - Maria Koc, polska polityk, samorządowiec, senator RP
  - Mats Wilander, szwedzki tenisista
  - Andrew Wilson, amerykański aktor, reżyser i producent filmowy
- 1965:
  - Jeorjos Christodulu, cypryjski piłkarz
  - Patricia Hy-Boulais, kanadyjska tenisistka
  - Kim Jackson, irlandzka piosenkarka
  - Ryszard Kamiński, polski rolnik, urzędnik państwowy
  - Thad McCotter, amerykański polityk
  - Krzysztof Najman, polski basista, kompozytor, członek zespołów: Virgin, Mech i Closterkeller
  - Ólafur Þórðarson, islandzki piłkarz, trener
  - David Reimer, kanadyjska ofiara eksperymentu medycznego (zm. 2004)
- 1966:
  - Izabela Dąbrowska, polska aktorka
  - Paul Ereng, kenijski lekkoatleta, średniodystansowiec
  - GZA, amerykański raper, członek zespołu Wu-Tang Clan
  - Rob Witschge, holenderski piłkarz
- 1967:
  - Adewale Akinnuoye-Agbaje, brytyjski aktor, model pochodzenia nigeryjskiego
  - Ty Burrell, amerykański aktor
  - Robert Leroux, francuski szpadzista
  - Marian Prokop, polski operator filmowy
  - Layne Staley, amerykański muzyk, kompozytor, wokalista, członek zespołu Alice in Chains (zm. 2002)
  - Kostas Tsanas, grecki piłkarz, trener
- 1968:
  - Henrik Holm, szwedzki hokeista
  - Aleksandr Mostowoj, rosyjski piłkarz
  - Anne Nurmi, fińska wokalistka, muzyk, kompozytorka
  - Horst Skoff, austriacki tenisista (zm. 2008)
- 1969:
  - Charly Musonda, zambijski piłkarz
  - Bruno Tobback, belgijski i flamandzki polityk
- 1970:
  - Magdalena Feistel, polska tenisistka
  - Ricco Groß, niemiecki biathlonista
  - Tímea Nagy, węgierska szpadzistka
  - Gianluca Ramazzotti, włoski aktor
- 1971:
  - Richard Armitage, brytyjski aktor
  - Glen De Boeck, belgijski piłkarz, trener
  - Oswald Haselrieder, włoski saneczkarz
  - Benoît Violier, francuski kucharz (zm. 2016)
- 1972:
  - Sylwester Chruszcz, polski architekt, polityk, poseł na Sejm RP, europodeputowany
  - Ri Yong-sam, północnokoreański zapaśnik
  - Jarosław Rzepa, polski samorządowiec, wicemarszałek województwa zachodniopomorskiego
- 1973:
  - Okkert Brits, południowoafrykański lekkoatleta, tyczkarz
  - Howie Dorough, amerykański piosenkarz, aktor
  - Grégory Doucet, francuski polityk, mer Lyonu
  - Heidi Lenhart, amerykańska aktorka
  - Beenie Man, jamajski wokalista reggae i dancehall
  - Kristen Wiig, amerykańska aktorka komediowa
  - Eurelijus Žukauskas, litewski koszykarz
- 1974:
  - Marat Baszarow, rosyjski aktor
  - Michał Czachowski, polski gitarzysta flamenco, architekt, publicysta
  - Cory Gardner, amerykański polityk, senator
  - Jenna Leigh Green, amerykańska aktorka, piosenkarka
  - Melinda Page Hamilton, amerykańska aktorka
  - Diego López, urugwajski piłkarz
- 1975:
  - Clint Bolton, australijski piłkarz, bramkarz
  - Salvador Carmona, meksykański piłkarz
  - Monika Gorszyniecka, polska siatkarka
  - Rodrigo Santoro, włosko-brazylijski aktor
  - Charles Smith, amerykański koszykarz
  - Franco Squillari, argentyński tenisista
- 1976:
  - Daniel Bennett, południowoafrykański sędzia piłkarski
  - James Dooley, amerykański kompozytor muzyki filmowej
  - Marcin Kierwiński, polski polityk, wicemarszałek województwa mazowieckiego, poseł na Sejm RP
  - Federico Magallanes, urugwajski piłkarz
  - Marlies Oester, szwajcarska narciarka alpejska
- 1977:
  - Kinga Bóta, węgierska kajakarka
  - Heiðar Helguson, islandzki piłkarz
  - Miho Kanno, japońska aktorka
  - Marcin Pasionek, polski piłkarz
- 1978:
  - Kutre Dulecha, etiopska lekkoatletka, biegaczka długodystansowa
  - Nicolas Osseland, francuski łyżwiarz figurowy, trener
  - Jeff Stinco, kanadyjski gitarzysta, członek zespołu Simple Plan
- 1979:
  - Jennifer Finnigan, kanadyjska aktorka
  - Szymon Kozłowski, polski astronom, astrofizyk
  - Sławomir Orzeł, polski kulturysta, strongman, trójboista siłowy
- 1980:
  - Grégory Leca, francuski piłkarz
  - Maria Maj-Roksz, polska lekkoatletka, biegaczka długodystansowa
  - Seiko Yamamoto, japońska zapaśniczka
- 1981:
  - Nancy Langat, kenijska lekkoatletka, biegaczka średniodystansowa
  - Alżbeta Lenska, polska aktorka pochodzenia czeskiego
  - Ross Marquand, amerykański aktor
  - Siyabonga Nkosi, południowoafrykański piłkarz
  - Karolina Nolbrzak, polska aktorka
  - Christina Obergföll, niemiecka lekkoatletka, oszczepniczka
  - Logan Pause, amerykański piłkarz
  - Roko Sikirić, chorwacki siatkarz
- 1982:
  - Živko Gocić, serbski piłkarz wodny
  - Rafał Kurmański, polski żużlowiec (zm. 2004)
  - Rodrigo Nehme, meksykańsaki aktor, model
  - Peter Nymann, duński piłkarz
  - Václav Vraný, czeski piłkarz ręczny
  - Marco Wölfli, szwajcarski piłkarz, bramkarz
- 1983:
  - Serkan Balcı, turecki piłkarz
  - Theo Bos, holenderski kolarz szosowy i torowy
  - Juan Carlos Medina, meksykański piłkarz
  - Michał Ruciak, polski siatkarz
- 1984:
  - Lee Camp, angielski piłkarz, bramkarz
  - Reysander Fernández, kubański piłkarz
  - Tatiana Guderzo, włoska kolarka torowa i szosowa
  - Endurance Idahor, nigeryjski piłkarz (zm. 2010)
  - Hubert Jarczak, polski aktor
  - Edda Magnason, szwedzka piosenkarka, pianistka, aktorka
  - Chad Marshall, amerykański piłkarz
  - Tomomi Morita, japoński pływak
  - Lawrence Quaye, katarski piłkarz pochodzenia ghańskiego
- 1985:
  - Iwona Bota, polska biegaczka górska
  - Jens Byggmark, szwedzki narciarz alpejski
  - Bartosz Gawryszewski, polski siatkarz
  - Jan Holenda, czeski piłkarz
  - Reto Hollenstein, szwajcarski kolarz szosowy
  - Zak Kostopoulos, grecki aktywista (zm. 2018)
  - Barbara Kurdej-Szatan, polska aktorka
  - Jorge Linares, wenezuelski bokser
- 1986:
  - Jolene Anderson, amerykańska koszykarka
  - Norman Bröckl, niemiecki kajakarz
  - Stephen Ireland, irlandzki piłkarz
  - Keiko Kitagawa, japońska aktorka
  - Adrian Neville, brytyjski wrestler
  - Natalia Wiśniewska, polska hokeistka na trawie
- 1987:
  - Micheal Azira, ugandyjski piłkarz
  - Apollo Crews, amerykański wrestler
  - Mohammad Musawi, irański siatkarz
  - Lauren Paolini, amerykańska siatkarka
  - Mischa Zverev, niemiecki tenisista pochodzenia rosyjskiego
- 1988:
  - Laura Dreyfuss, amerykańska aktorka, piosenkarka
  - Artiom Dziuba, rosyjski piłkarz
  - Mitchell Langerak, australijski piłkarz, bramkarz
  - Mateusz Rusin, polski aktor
- 1989:
  - Giacomo Bonaventura, włoski piłkarz
  - Aleksandra Gajewska, polska polityk, poseł na Sejm RP
  - Sandra Kruk, polska pięściarka
  - Dawit Targamadze, gruziński piłkarz
- 1990:
  - Zofia Blicharska, polska lekkoatletka, wieloboistka
  - Ildar Chajrullin, rosyjski szachista
  - Margaux Farrell, francuska pływaczka
  - Drew Hutchison, amerykański baseballista
  - Sara Loda, włoska siatkarka
  - Chanelle Price, amerykańska lekkoatletka, biegaczka średniodystansowa
  - Mattias Zachrisson, szwedzki piłkarz ręczny
- 1991:
  - Adam Bradbury, angielski siatkarz
  - Jorge Félix, hiszpański piłkarz
  - Georg Klein, niemiecki siatkarz
  - Federico Macheda, włoski piłkarz
  - Dragan Mihajlović, szwajcarski piłkarz pochodzenia bośniackiego
  - Adrien Regattin, marokański piłkarz
  - Brayden Schenn, kanadyjski hokeista
  - Asia Taylor, amerykańska koszykarka
  - Ysaora Thibus, francuska florecistka
  - Lorraine Ugen, brytyjska lekkoatletka, skoczkini w dal
- 1992:
  - Vladimír Coufal, czeski piłkarz
  - Ryuichi Kihara, japoński łyżwiarz figurowy
  - Shelton Mack, amerykański zapaśnik
  - Cheyenne Parker, amerykańska koszykarka
- 1993:
  - Laura Dahlmeier, niemiecka biathlonistka (zm. 2025)
  - Florencia Habif, argentyńska hokeistka na trawie
  - Petra Papp, węgierska szachistka
  - Jurij Synycia, ukraiński siatkarz
- 1994:
  - Olli Määttä, fiński hokeista
  - Jakov Mustapić, chorwacki koszykarz
  - Astou Ndour, senegalska koszykarka
- 1995:
  - Lulu Antariksa, amerykańska aktorka, piosenkarka pochodzenia indonezyjsko-niemieckiego
  - Dua Lipa, brytyjska piosenkarka, autorka tekstów, modelka pochodzenia albańskiego
  - Lea Miletić, chorwacka koszykarka
- 1996:
  - Benjamin Donnelly, kanadyjski łyżwiarz szybki
  - Silas Melson, amerykański koszykarz
  - Alaksandra Ramanouska, białoruska narciarka dowolna
  - Rafał Reszelewski, polski astronom amator
- 1997:
  - Lautaro Martínez, argentyński piłkarz
  - Ahmad Hasan Ahmad Muhammad, egipski zapaśnik
- 1998:
  - Gozal Ajnitdinowa, kazachska tenisistka
  - Koumba Larroque, francuska zapaśniczka
  - Kamil Pestka, polski piłkarz
  - Bartosz Smektała, polski żużlowiec
  - Yang Liujing, chińska lekkoatletka, chodziarka
- 1999:
  - Adrian Łyszczarz, polski piłkarz
  - Mai Mihara, japońska łyżwiarka figurowa
- 2000 – Mateusz Skrzypczak, polski piłkarz
- 2001:
  - LaMelo Ball, amerykański koszykarz
  - Mateusz Bogusz, polski piłkarz
- 2002 – Talitha Diggs, amerykańska lekkoatletka, sprinterka
- 2003 – Matéo Degrumelle, tahitański piłkarz
- 2004:
  - Alina Büchel, austriacko-liechtensteńska skoczkini narciarska
  - Lucas Lavagnino, argentyński piłkarz, bramkarz

## Zmarli
- 408 – Stylichon, wódz rzymski (ur. ok. 359)
- 1071 – Lambert II Suła, polski duchowny katolicki, biskup krakowski (ur. ?)
- 1155 – Konoe, cesarz Japonii (ur. 1139)
- 1241 – Grzegorz IX, papież (ur. ok. 1143)
- 1280 – Mikołaj III, papież (ur. ok. 1210)
- 1301 – Jakub z Bevagna, włoski dominikanin, błogosławiony (ur. 1220)
- 1313 – Jean Le Moine, francuski kardynał (ur. ok. 1250)
- 1338 – Wilhelm II Aragoński, książę Aten (ur. 1312)
- 1350 – Filip VI Walezjusz, król Francji (ur. 1293)
- 1358 – Izabela Francuska, królowa Anglii (ur. ok. 1296)
- 1365 – Barnim IV Dobry, książę wołogosko-rugijski (ur. 1319/20)
- 1485 – Ryszard III York, król Anglii (ur. 1452)
- 1523 – Lucjan Grimaldi, senior Monako (ur. 1481)
- 1535 – Maciej Drzewicki, polski duchowny katolicki, arcybiskup gnieźnieński, prymas Polski (ur. 1467)
- 1545 – Charles Brandon, angielski arystokrata, dyplomata (ur. 1484)
- 1553 – John Dudley, angielski arystokrata, polityk (ur. 1501)
- 1572 – Thomas Percy angielski hrabia, męczennik i błogosławiony katolicki (ur. 1528)
- 1576 – (lub 15 sierpnia) Valentin Bakfark, węgierski kompozytor, lutnista, szpieg (ur. ?)
- 1583 – Marco Antonio Maffei, włoski duchowny katolicki, arcybiskup Chieti, kardynał (ur. 1521)
- 1584 – Jan Kochanowski, polski humanista, poeta, tłumacz, sekretarz królewski (ur. 1530)
- 1599 – Luca Marenzio, włoski kompozytor (ur. 1553/54)
- 1605 – Fabian Czema (młodszy), wojewoda malborski, starosta kiszporski i sztumski (ur. 1539/40)
- 1607 – Bartholomew Gosnold, angielski prawnik, podróżnik, badacz Ameryki Północnej (ur. 1572)
- 1614 – Filip Ludwik Wittelsbach, hrabia palatyn i książę Palatynatu-Neuburg (ur. 1547)
- 1618 – Erminio Valenti, włoski duchowny katolicki, biskup Faenzy, kardynał (ur. 1564)
- 1620 – Giovanni Evangelista Pallotta, włoski duchowny katolicki, arcybiskup Cosenzy, kardynał (ur. 1548)
- 1625 – Sebastian Krupka, polski duchowny katolicki, prawnik, rektor Akademii Krakowskiej (ur. ?)
- 1626 – Alessandro Orsini, włoski kardynał (ur. 1592)
- 1634 – Erazm Karnkowski, polski szlachcic, polityk (ur. ?)
- 1643 – Johann Georg Wirsung, niemiecki lekarz, anatom (ur. 1589)
- 1652 – Jacob Pontusson De la Gardie, szwedzki wojskowy, polityk (ur. 1583)
- 1659 – Michał Boym, polski jezuita, misjonarz, orientalista, sinolog, przyrodnik, kartograf (ur. 1612 lub 14)
- 1679:
  - Jan Kemble, walijski duchowny katolicki, męczennik, święty (ur. 1599)
  - Jan Wall, angielski franciszkanin, męczennik, święty (ur. 1620)
- 1680 – Jan Jerzy II Wettyn, książę elektor Saksonii (ur. 1613)
- 1694 – Bernard z Offidy, włoski kapucyn, błogosławiony (ur. 1604)
- 1700 – Carlos de Sigüenza y Góngora, meksykański historyk, matematyk, kartograf, astronom, kolekcjoner azteckich kodeksów (ur. 1645)
- 1711 – Ludwik Franciszek Boufflers, francuski dowódca wojskowy, marszałek Francji (ur. 1644)
- 1748 – Ludwik Franciszek Karwacki, polski zakonnik, misjonarz, teolog, filozof (ur. 1692)
- 1751 – Tadeusz Krusiński, polski jezuita, lekarz, orientalista, archiwista, podróżnik, misjonarz, dyplomata (ur. 1675)
- 1752:
  - Pedro Cebrián y Augustín, hiszpański polityk, dyplomata (ur. 1687)
  - William Whiston, brytyjski matematyk, historyk, teolog (ur. 1667)
- 1770 – Christian von Loß, saski polityk, dyplomata (ur. 1698)
- 1779 – Charles Clerke, brytyjski kapitan, żeglarz, odkrywca (ur. 1741)
- 1782 – Charles FitzRoy-Scudamore, brytyjski polityk (ur. ok. 1707)
- 1785:
  - Jean-Baptiste Pigalle, francuski rzeźbiarz (ur. 1714)
  - Gracjan Piotrowski, polski pijar, pedagog, prozaik, poeta, kaznodzieja, satyryk (ur. 1724)
- 1804 – Jean-de-Dieu-Raymond de Boisgelin de Cucé, francuski duchowny katolicki, biskup Lavaur, arcybiskup Aix-en-Provence, arcybiskup Lavaur, kardynał (ur. 1732)
- 1806 – Jean-Honoré Fragonard, francuski malarz (ur. 1732)
- 1811 – Juan de Villanueva, hiszpański architekt (ur. 1739)
- 1812 – Charles-Etienne Gudin, francuski generał (ur. 1768)
- 1818 – Warren Hastings, brytyjski polityk, gubernator i wicekról Indii (ur. 1732)
- 1828 – Franz Joseph Gall, austriacki neurolog, psycholog (ur. 1758)
- 1832 – Wojciech Jerzy Boduszyński, polski lekarz, wykładowca akademicki (ur. 1768)
- 1835 – Leopoldo Nobili, włoski fizyk (ur. 1784)
- 1850 – Nikolaus Lenau, austriacki pisarz (ur. 1802)
- 1855 – Wojciech Lipski, polski ziemianin, działacz niepodległościowy (ur. 1805)
- 1858 – Teresa Palczewska, polska aktorka, tancerka (ur. 1805)
- 1860 – Alexandre-Gabriel Decamps, francuski malarz, grafik (ur. 1803)
- 1861:
  - Richard Oastler, brytyjski działacz społeczny (ur. 1789)
  - Xianfeng, cesarz Chin (ur. 1831)
- 1866 – Jan Nepomucen Kurowski, polski agronom, pisarz (ur. 1783)
- 1871 – Szczepan Józef Gółkowski, polski wydawca, redaktor czasopism (ur. 1787)
- 1874 – Sydney Thompson Dobell, brytyjski poeta (ur. 1824)
- 1878 – Maria Krystyna Sycylijska, królowa hiszpańska (ur. 1806)
- 1888 – Józef Engel, polski architekt (ur. 1819)
- 1890 – Vasile Alecsandri, rumuński poeta, dramaturg, nowelista, dyplomata (ur. 1818 lub 21)
- 1891 – Jan Neruda, czeski poeta, prozaik, dziennikarz (ur. 1834)
- 1893:
  - Friedrich Bidder, niemiecki fizjolog, anatom (ur. 1810)
  - Ernest II, książę Saksonii-Coburg-Gotha (ur. 1818)
- 1898:
  - Eduard Angerer, austriacki duchowny katolicki, biskup pomocniczy Wiednia (ur. 1816)
  - Olgierd Obuchowicz, białoruski poeta, tłumacz pochodzenia włoskiego (ur. 1840)
- 1899 – Sofroniusz III, grecki duchowny prawosławny, patriarcha Konstantynopola i Aleksandrii (ur. 1798)
- 1903:
  - Menotti Garibaldi, włoski i polski generał (ur. 1840)
  - Robert Gascoyne-Cecil, brytyjski arystokrata, polityk, premier Wielkiej Brytanii (ur. 1830)
- 1904 – Kate Chopin, amerykańska pisarka, feministka (ur. 1850)
- 1907 – Barnim Grüneberg, niemiecki organmistrz (ur. 1828)
- 1913 – Aleksander Walerian Jabłonowski, polski historyk, etnograf, podróżnik (ur. 1829)
- 1914 – Spencer Wishart, amerykański kierowca wyścigowy (ur. 1889)
- 1915 – Augustin Barié, francuski organista, kompozytor (ur. 1883)
- 1916 – Helena Mierowa, polska hrabina, właścicielka ziemska, działaczka charytatywna (ur. 1837)
- 1917:
  - Matthijs Maris, holenderski malarz, grawer (ur. 1839)
  - Michał Węsławski, polski adwokat, polityk, poseł do Dumy Państwowej, prezydent Wilna (ur. 1849)
- 1918:
  - Korbinian Brodmann, niemiecki neurolog (ur. 1868)
  - Małgorzata (Gunaronuło), rosyjska mniszka prawosławna, nowomęczennica pochodzenia greckiego (ur. 1865/66)
- 1920:
  - Józef Marjański, polski kapitan, działacz niepodległościowy i socjalistyczny (ur. 1892)
  - Henryk Nowolecki, polski podporucznik (ur. 1886)
  - Marian Olechnowicz, polski prawnik, malarz, podporucznik (ur. 1885)
  - Józef Rumszewicz, polski kapitan piechoty (ur. 1889)
  - Anders Zorn, szwedzki malarz, grafik (ur. 1860)
- 1922:
  - Michael Collins, irlandzki polityk, minister finansów Wolnego Państwa Irlandzkiego, założyciel IRA (ur. 1890)
  - Liberato Marcial Rojas, paragwajski polityk, prezydent Paragwaju (ur. 1870)
- 1925:
  - Wilhelm Łyczkowski, polski generał major w armii Austro-Węgier (ur. 1843)
  - Zigfrīds Meierovics, łotewski polityk, premier Łotwy (ur. 1887)
  - Ezechiel Zivier, niemiecki archiwista, historyk, polityk (ur. 1868)
- 1929:
  - Toby Cohn, niemiecki neurolog, psychiatra, wykładowca akademicki (ur. 1866)
  - Otto Liman von Sanders, niemiecki generał (ur. 1855)
- 1931 – Arthur Stanley, brytyjski arystokrata, polityk (ur. 1875)
- 1932 – Jan Zaleski, polski biochemik, wykładowca akademicki (ur. 1869)
- 1935:
  - Pawlos Kunduriotis, grecki admirał floty, polityk, prezydent Grecji (ur. 1855)
  - Pierre Eugène Ménétrier, francuski patolog (ur. 1859)
- 1936 – Serafina Emanuela Justa Fernández Ibero, hiszpańska kapucynka od Świętej Rodziny, męczennica, błogosławiona (ur. 1872)
- 1938:
  - Ławrientij Kartweliszwili, gruziński i radziecki polityk komunistyczny (ur. 1890)
  - Jan Kruczek, polski kapitan piechoty (ur. 1896)
- 1939 – Luigi Costigliolo, włoski gimnastyk (ur. 1892)
- 1940:
  - Vincas Čepinskis, litewski fizyk, wykładowca akademicki, polityk (ur. 1871)
  - Isidro Gomá y Tomá, hiszpański duchowny katolicki, arcybiskup Toledo, prymas Hiszpanii, kardynał (ur. 1869)
  - Harry A. Hanbury, amerykański polityk (ur. 1863)
  - Oliver Lodge, brytyjski fizyk, wykładowca akademicki, wynalazca, pisarz, pionier radia (ur. 1851)
  - Gerald Strickland, brytyjski arystokrata, wojskowy, prawnik, polityk, premier Malty (ur. 1861)
- 1942:
  - Michaił Fokin, rosyjski tancerz, choreograf (ur. 1880)
  - Janina Rak, polska graficzka, projektantka witraży i polichromii ołtarzy (ur. 1905)
- 1943:
  - Engelbert Guzdek, polski volksdeutsch, kolaborant, zbrodniarz wojenny (ur. 1909)
  - Tōson Shimazaki, japoński prozaik, poeta (ur. 1872)
- 1944 – Polegli w powstaniu warszawskim:
  - Jerzy Chełstowski, polski żołnierz AK (ur. 1925)
  - Stanisław Kacprzak, polski żołnierz AK (ur. 1922)
  - Stanisław Kozicki, polski harcmistrz, podporucznik, żołnierz AK (ur. 1918)
  - Bolesław Matulewicz, polski żołnierz AK (ur. 1923)
  - Kazimierz Milewski, polski żołnierz AK (ur. 1921)
  - Stanisław Patek, polski prawnik, adwokat, dyplomata, polityk (ur. 1866)
  - Włodzimierz Pietrzak, polski poeta, prozaik, krytyk literacki (ur. 1913)
  - Jan Reutt, polski podporucznik, żołnierz AK (ur. 1921)
  - Stanisław Sadkowski, polski żołnierz AK (ur. 1925)
  - Jerzy Wypych, polski podporucznik, żołnierz AK (ur. 1925)
- 1944:
  - Franciszek Dachtera, polski duchowny katolicki, męczennik, błogosławiony (ur. 1910)
  - Jozef Hanula, słowacki malarz (ur. 1863)
  - Lucjan Szenwald, polski poeta (ur. 1909)
  - Roman Śliwa, polski działacz komunistyczny (ur. 1904)
- 1946:
  - Eugeniusz Koszutski, polski tancerz, aktor (ur. 1881)
  - Karol Mayer, polski radiolog, wykładowca akademicki (ur. 1882)
  - Döme Sztójay, węgierski generał, dyplomata, polityk, zbrodniarz wojenny (ur. 1883)
- 1948 – Josef Bühler, niemiecki funkcjonariusz nazistowski, zbrodniarz wojenny, szef rządu Generalnego Gubernatorstwa (ur. 1904)
- 1949 – Joseph Wittig, niemiecki teolog, filozof, pisarz (ur. 1879)
- 1951:
  - Harry Blackstaffe, brytyjski wioślarz (ur. 1868)
  - Czesław Rydzewski, polski duchowny katolicki, biskup pomocniczy łomżyński (ur. 1893)
- 1952:
  - Kazimierz Drewnowski, polski pułkownik łączności, inżynier, wykładowca akademicki (ur. 1881)
  - Kiichirō Hiranuma, japoński prawnik, polityk, premier Japonii (ur. 1867)
  - Lucjan Niemyjski, polski starszy sierżant, żołnierz AK i WiN, uczestnik podziemia antykomunistycznego (ur. ok. 1920)
- 1953 – Rudolf Schindler, austriacko-amerykański architekt pochodzenia żydowskiego (ur. 1887)
- 1955 – Zygmunt Kawecki, polski dramaturg (ur. 1876)
- 1957 – Edward Joseph Dent, brytyjski muzykolog (ur. 1876)
- 1958 – Roger Martin du Gard, francuski pisarz, laureat Nagrody Nobla (ur. 1881)
- 1961 – Ossian Skiöld, szwedzki lekkoatleta, młociarz (ur. 1889)
- 1964:
  - Symeon Łukacz, ukraiński duchowny greckokatolicki, biskup, męczennik, błogosławiony (ur. 1893)
  - Helena Makowska, polska aktorka, piosenkarka (ur. 1893)
- 1966:
  - Al McCoy, amerykański bokser (ur. 1894)
  - Michał Walicki, polski historyk sztuki (ur. 1904)
- 1967 – Gregory Goodwin Pincus, amerykański biolog (ur. 1903)
- 1969 – Tadeusz Kalinowski, polski aktor (ur. 1915)
- 1970:
  - Władimir Propp, rosyjski literaturoznawca (ur. 1895)
  - Jerzy Rychter, polski aktor, reżyser teatralny (ur. 1903)
- 1971 – Brunon Rolke, polski pułkownik piechoty (ur. 1897)
- 1972 – Ángel Romano, urugwajski piłkarz (ur. 1893)
- 1973 – Stanton Macdonald-Wright, amerykański malarz (ur. 1919)
- 1974:
  - Jacob Bronowski, brytyjski matematyk, pisarz pochodzenia polskiego (ur. 1908)
  - Aleksiej Griszyn, radziecki podpułkownik pilot, as myśliwski (ur. 1918)
  - Sverre Hansen, norweski piłkarz (ur. 1913)
  - Eugeniusz Kwiatkowski, polski ekonomista, polityk, minister przemysłu i handlu, wicepremier, minister skarbu (ur. 1888)
- 1975 – Andrzej Stanisław Mostowski, polski matematyk, wykładowca akademicki (ur. 1913)
- 1976:
  - Gina Bachauer, grecka pianistka pochodzenia austriackiego (ur. 1913)
  - Kazimierz Haska, polski rzeźbiarz, konserwator zabytków (ur. 1912)
  - Juscelino Kubitschek, brazylijski polityk, prezydent Brazylii (ur. 1902)
  - Feliciano Perducca, argentyński piłkarz (ur. 1901)
- 1978:
  - Jomo Kenyatta, kenijski polityk, premier i prezydent Kenii (ur. 1891)
  - Jerzy Kowalski, polski żużlowiec (ur. 1944)
- 1979 – James Farrell, amerykański pisarz (ur. 1904)
- 1980:
  - Gabriel González Videla, chilijski prawnik, dyplomata, polityk, prezydent Chile (ur. 1898)
  - James Smith McDonnell, amerykański inżynier, konstruktor i producent samolotów (ur. 1899)
- 1981 – Glauber Rocha, brazylijski aktor, reżyser i scenarzysta filmowy (ur. 1939)
- 1982 – Jan Henryk Rosen, polski malarz (ur. 1891)
- 1984:
  - Cwi Szner, polski dziennikarz pochodzenia żydowskiego (ur. 1912)
  - Grzegorz Zwykielski, polski chirurg (ur. 1914)
- 1986 – Celâl Bayar, turecki polityk, premier i prezydent Turcji (ur. 1883)
- 1987 – Dionizy Maliszewski, polski poeta (ur. 1931)
- 1989:
  - Charles Hill, brytyjski lekarz, polityk (ur. 1904)
  - George Flahiff, kanadyjski duchowny katolicki, arcybiskup metropolita Winnipeg, kardynał (ur. 1905)
  - Robert Grondelaers, belgijski kolarz szosowy (ur. 1933)
  - Aleksandr Jakowlew, rosyjski konstruktor lotniczy (ur. 1906)
  - Huey P. Newton, afroamerykański działacz społeczny, założyciel Czarnych Panter (ur. 1942)
- 1990 – Boris Szczerbina, radziecki polityk (ur. 1919)
- 1991:
  - Colleen Dewhurst, kanadyjsko-amerykańska aktorka (ur. 1924)
  - Tadeusz Maliszewski, polski siatkarz (ur. 1923)
  - Boriss Pugo, radziecki polityk (ur. 1937)
- 1992 – Jan Drzeżdżon, polski pisarz (ur. 1937)
- 1994 – Ninoslav Kučan, chorwacki architekt (ur. 1927)
- 1995:
  - Johnny Carey, irlandzki piłkarz, trener (ur. 1919)
  - Anna Beata Chodorowska, polska literatka (ur. 1925)
  - Zdzisława Malska, polska aktorka (ur. 1924)
- 1997 – Matti Sippala, fiński lekkoatleta, oszczepnik (ur. 1908)
- 1998 – Jarosław Marzec, polski lekkoatleta, sprinter (ur. 1963)
- 1999 – Aleksandr Diemjanienko, rosyjski aktor (ur. 1937)
- 2000 – Stanisław Sikora, polski rzeźbiarz, medalier, poeta, sportowiec (ur. 1911)
- 2001:
  - Tatjana Awierina, rosyjska łyżwiarka szybka (ur. 1950)
  - Bernard Heuvelmans, francuski zoolog, podróżnik, odkrywca, pisarz (ur. 1916)
- 2003 – Jindřich Polák, czeski reżyser filmowy (ur. 1925)
- 2004:
  - Haralambie Ivanov, rumuński kajakarz (ur. 1941)
  - Daniel Petrie, kanadyjski reżyser filmowy (ur. 1920)
- 2005:
  - Ginter Gawlik, polski piłkarz (ur. 1930)
  - Karel Oliva, czeski językoznawca, polonista, leksykograf (ur. 1927)
  - Mati Unt, estoński pisarz, reżyser teatralny (ur. 1944)
- 2007:
  - Jacek Chmielnik, polski aktor, reżyser teatralny, dramaturg (ur. 1953)
  - Grace Paley, amerykańska pisarka (ur. 1922)
  - Maria Rotwand, polska malarka, pedagog (ur. 1905)
  - Dušan Třeštík, czeski historyk, publicysta (ur. 1933)
- 2009:
  - Erkki Laine, fiński hokeista (ur. 1957)
  - Krzysztof Piszczek, polski piłkarz (ur. 1978)
- 2010 – Stjepan Bobek, chorwacki piłkarz, trener (ur. 1923)
- 2011:
  - Nick Ashford, amerykański muzyk, kompozytor, producent muzyczny (ur. 1941)
  - John Howard Davies, brytyjski aktor (ur. 1939)
  - Jack Layton, kanadyjski polityk (ur. 1950)
  - Jerry Leiber, amerykański autor tekstów piosenek (ur. 1933)
  - Ruta Sakowska, polska historyk (ur. 1922)
  - Andrzej Urbanowicz, polski malarz, grafik, pionier polskiego zenu (ur. 1938)
  - Vicco von Bülow, niemiecki reżyser, komik, pisarz (ur. 1923)
- 2012 – Paul Shan Kuo-hsi, chiński duchowny katolicki, arcybiskup Hualian i Kaohsiung, kardynał (ur. 1923)
- 2013:
  - Józef Chmiel, polski architekt (ur. 1926)
  - Petr Kment, czechosłowacki zapaśnik (ur. 1942)
  - Jetty Paerl, holenderska piosenkarka (ur. 1921)
- 2015:
  - Khieu Thirith, kambodżańska polityk (ur. 1932)
  - Lou Tsioropoulos, amerykański koszykarz (ur. 1930)
  - Jakub Zabłocki, polski piłkarz (ur. 1984)
- 2016:
  - Girolamo Grillo, włoski duchowny katolicki, biskup Cassano all’Jonio i Civitavecchia-Tarquinia (ur. 1930)
  - S.R. Nathan, singapurski urzędnik, menedżer, dyplomata, polityk, prezydent Singapuru (ur. 1924)
  - Gilli Smyth, brytyjska poetka, kompozytorka, wokalistka, członkini zespołu Gong (ur. 1933)
  - Toots Thielemans, belgijski muzyk jazzowy (ur. 1922)
- 2017:
  - John Abercrombie, amerykański gitarzysta jazzowy (ur. 1944)
  - Tony de Brum, marszalski polityk (ur. 1945)
- 2018:
  - Sadou Hayatou, kameruński polityk, premier Kamerunu (ur. 1942)
  - Hanna Kamińska, polska lektorka radiowa i telewizyjna (ur. 1936)
  - Ed King, amerykański gitarzysta rockowy, członek zespołu Lynyrd Skynyrd (ur. 1949)
- 2019:
  - Junior Agogo, ghański piłkarz (ur. 1979)
  - Tom Nissalke, kanadyjski trener koszykówki, działacz i komentator sportowy (ur. 1932)
- 2020:
  - Józefa Hennelowa, polska dziennikarka, publicystka, polityk, poseł na Sejm RP (ur. 1925)
  - Alessandro Mazzinghi, włoski bokser (ur. 1938)
  - Pedro Nájera, meksykański piłkarz (ur. 1929)
- 2021:
  - Andrzej Schinzel, polski matematyk (ur. 1937)
  - Edin Šaranović, bośniacki piłkarz (ur. 1976)
  - Eric Wagner, amerykański wokalista heavymetalowy (ur. 1959)
- 2022:
  - Edmund Borowski, polski lekkoatleta, sprinter (ur. 1945)
  - David Douglas-Home, brytyjski arystokrata, hrabia Home (ur. 1943)
  - Grzegorz Jaroszewski, polski kolarz przełajowy (ur. 1955)
  - Janusz Ostapiuk, polski menadżer, samorządowiec, urzędnik państwowy, wiceminister środowiska (ur. 1951)
  - António de Sousa Braga, portugalski duchowny katolicki, biskup Angry (ur. 1941)
  - Piotr Szkudelski, polski perkusista, członek zespołu Perfect (ur. 1955)
  - Margaret Urlich, nowozelandzka piosenkarka (ur. 1965)
  - Rembert Weakland, amerykański duchowny katolicki, arcybiskup Milwaukee (ur. 1927)
  - Bożena Wyrozumska, polska historyk, mediewistka, wykładowczyni akademicka (ur. 1933)
- 2023:
  - Mathilde van den Brink, holenderska działaczka samorządowa, polityk (ur. 1941)
  - Tom Courtney, amerykański lekkoatleta, średniodystansowiec (ur. 1933)
  - Pastor Cuquejo, paragwajski duchowny katolicki, arcybiskup Asunción (ur. 1939)
  - Toto Cutugno, włoski piosenkarz, kompozytor (ur. 1943)
  - Martin Laciga, szwajcarski siatkarz plażowy (ur. 1975)
  - Fernando Legal, brazylijski duchowny katolicki, biskup Limeira i São Miguel Paulista (ur. 1931)
  - Alexandra Paul, kanadyjska łyżwiarka figurowa (ur. 1991)
  - C.R. Rao, indyjski matematyk, statystyk, wykładowca akademicki (ur. 1920)
  - Irena Woźniacka, polska piosenkarka (ur. 1945)
- 2024:
  - Faruk al-Kaddumi, palestyński działacz niepodległościowy, polityk, sekretarz generalny Komitetu Centralnego Fatahu (ur. 1931)
  - Galina Strielcowa, rosyjska historyk filozofii (ur. 1937)
  - Małgorzata Winiarczyk-Kossakowska, polska politolog, polityk, poseł na Sejm RP (ur. 1961)